# Achille Warkiller
Achille Warkiller è un personaggio immaginario dei fumetti pubblicati negli Stati Uniti d'America dalla DC Comics, creato da Gail Simone e Aaron Lopresti. Venne creato dal dio greco Zeus, unendo l'anima di Achille con un semidio. Esordì nella serie a fumetti Wonder Woman (vol. 3) n. 30 del maggio 2009.

## Biografia del personaggio
Cercando di replicare il successo della creazione di Wonder Woman, Zeus prese il cuore del dio hawaiano Kane Milohai e lo combinò con il fuoco divino della sua creazione e l'anima del leggendario eroe Achille, per creare Achille Warkiller, capo dei suoi Gargareans - un esercito di eroi greci risorti (inclusi Giasone e gli Argonauti).
Inizialmente Achille stava alle regole di Zeus, fu messo da Zeus nel ruolo di re di Themyscira, e si rivolse ad Alkyone per aiutarlo a governare, facendola diventare la sua regina in un matrimonio puramente politico. Ma dopo la conoscenza con Wonder Woman, Achille fu affascinato dal ruolo dell'eroina e dall'amore della gente che provava per lei e lasciò il ruolo da sovrano per seguire i propri sogni e scatenando l'ira dello stesso Zeus.
Quando Achille fu accompagnato da Diana nella sede della Justice League, ebbe un breve scontro con Superman e mostro la sua incredibile forza fisica e la sua eccezionale abilità da guerriero.
Presto Achille cominciò ad aiutare più volte la JLA finché non fu reclutato da Nightwing nella sua squadra degli Outsiders. Achille nonostante il suo carattere scontroso, si trovò sin da subilto molto bene nel gruppo, e legò particolarmente con il leader del gruppo Nightwing e con Katana.

## Poteri e abilità
Achille ha dimostrato di possedere un'incredibile resistenza e forza sovrumana, tale da eguagliare quella di Shazam e di Superman.
Warkiller possiede l'anima e le abilità di spadaccino dell'antico eroe Achille e quindi è uno dei più grandi spadaccini e guerrieri che siano mai vissuti. Achille ha chiesto a Nightwing di addestrarlo nelle arti marziali e nel combattimento corpo a corpo, conseguendo ottimi risultati nel giro di pochissimo tempo. È estremamente resistente, in grado di sopportare colpi da esseri dotati di incredibile forza fisica come Superman, Shazam, Capitan Atom o Martian Manhunter.
Achille è in grado anche di volare (anche se per un breve periodo) e ha la capacità di muoversi alla velocità del suono. Il suo fattore rigenerante è abbastanza elevato, tanto che può anche assorbire e annullare in pochissimo tempo grandi quantità di veleno e di radiazioni. Sempre tale fattore gli ha conferito un'immunità pressoché totale alle droghe e alle malattie.
Achille è anche un ottimo stratega, tattico ed è un abile leader. Quando Nightwing è in missione con Batman o con altri eroi, Achille guida gli Outsiders, fino al ritorno del vero leader del gruppo. Achille si è dimostrato immune ai poteri mentali.